# Oscar Larrauri
Pour les articles homonymes, voir Larrauri.
Oscar Rubén Larrauri est un pilote de course argentin né le 19 août 1954 à Granadero Baigorria.

## Biographie
Il débarque en Europe en 1980, et deux ans plus tard, il devient champion d'Europe de Formule 3. Après une année en Formule 2 sans succès, il décide, à la suite d'une proposition de Walter Brun, de se lancer dans les sport-prototypes plutôt que de continuer dans la monoplace, avec l'écurie Brun Motorsport, qui est champion du monde des constructeurs des voitures de sport (WSC) en 1986. En parallèle, il remporte l'Europa Cup Renault Alpine V6 Turbo en 1985 devant Joël Gouhier.
En 1988, Walter Brun décide de créer son écurie de Formule 1 et lui propose un volant.

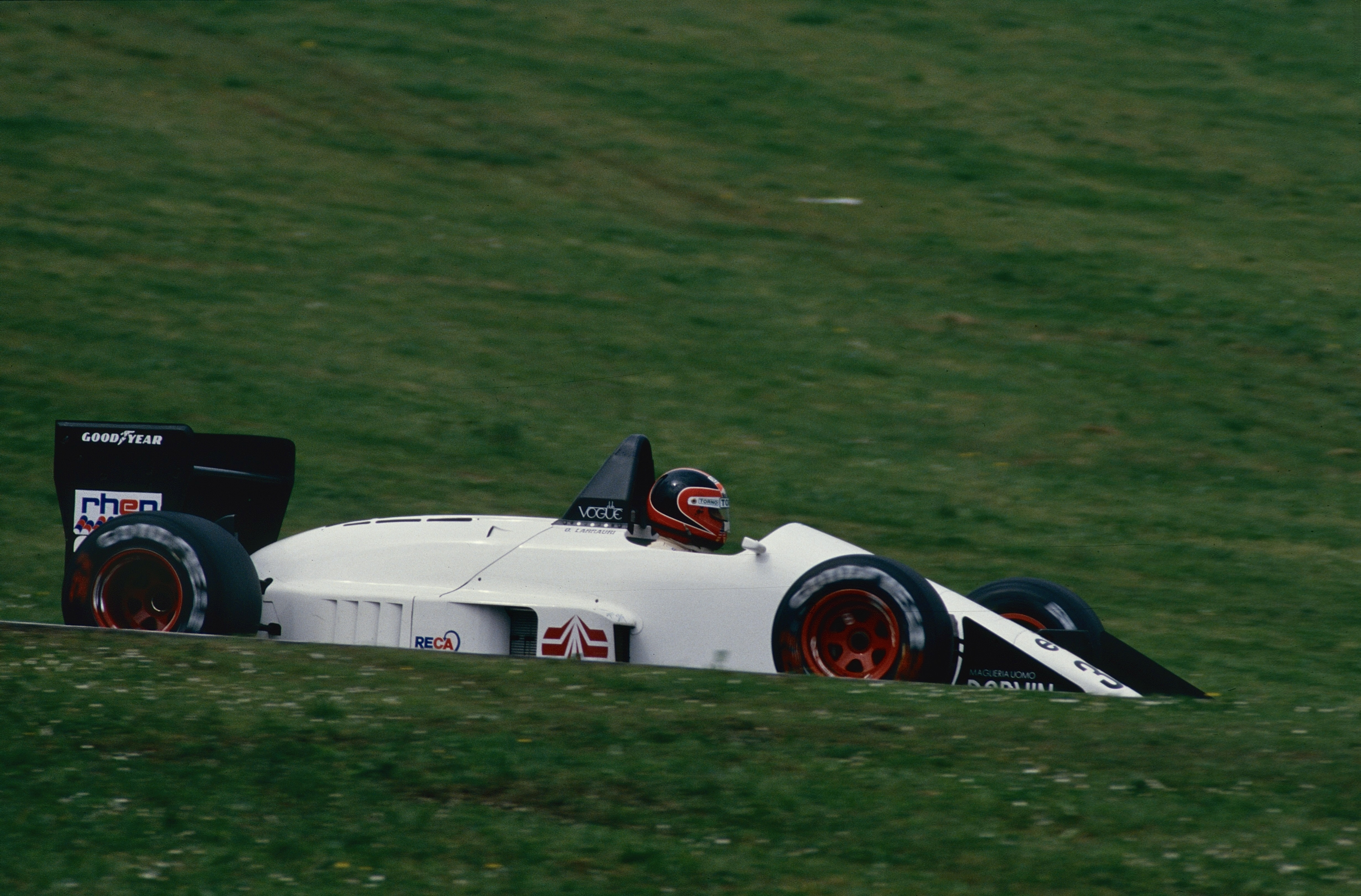
Laurrauri lors de Grand Prix de Saint-Marin 1988.

Il participe à 21 Grands Prix comptant pour le championnat du monde de Formule 1, en deux ans, tous avec l'écurie Eurobrun Racing débutant le 3 avril 1988 au Grand Prix du Brésil. Il ne se qualifie que huit fois, et ne marque pas de points au championnat du monde des pilotes.
Il retourne, après sa carrière en monoplace, à des courses de voitures de sport et d'endurance, toujours pour l'écurie Brun Motorsport. Il participe à 9 épreuves des 24 Heures du Mans de 1983 à 1994. Il ne rencontre pas plus de succès qu'en monoplace, si ce n'est sa deuxième place aux 24 heures du Mans 1986 ou la Porsche Cup en 1992 et décide de retourner en Argentine où il fait encore quelques compétitions en voitures de sport et de tourisme. Il obtient ainsi le titre de Champion d'Amérique du Sud de Supertourisme à trois reprises, en 1997 et 1998 sur BMW 320i, puis 2000 sur Alfa Romeo 156.
Il met alors un terme à sa carrière de pilote, se lance dans la politique, et il devient l'adjoint du gouverneur de Santa Fé, avant de gérer la carrière de son neveu Lionel Larrauri.

## Résultats en championnat du monde de Formule 1
| Saison | Écurie          | Châssis        | Moteur      | Pneus    | GP disputé | Points inscrits | Classement |
| ------ | --------------- | -------------- | ----------- | -------- | ---------- | --------------- | ---------- |
| 1988   | Eurobrun Racing | Eurobrun ER188 | Cosworth V8 | Goodyear | 7          | 0               | n.c.       |
| 1989   | Eurobrun Racing | Eurobrun ER189 | Judd V8     | Pirelli  | 0          | 0               | n.c.       |

## Résultats en championnat du monde d'Endurance / Sport Prototype
| Saison | Écurie          | Courses disputées | Podiums | Points inscrits | Classement |
| ------ | --------------- | ----------------- | ------- | --------------- | ---------- |
| 1984   | Brun Motorsport | 4                 | 0       | 28              | 19e        |
| 1985   | Brun Motorsport | 4                 | 1       | 29              | 17e        |
| 1986   | Brun Motorsport | 4                 | 2       | 50              | 6e         |
| 1987   | Brun Motorsport | 9                 | 4       | 69              | 7e         |
| 1988   | Brun Motorsport | 6                 | 1       | 50              | 21e        |
| 1989   | Brun Motorsport | 7                 | 2       | 54              | 7e         |
| 1990   | Brun Motorsport | 9                 | 0       | 4               | 20e        |
| 1991   | Brun Motorsport | 8                 | 0       | 11              | 31         |

## Résultats aux 24 Heures du Mans

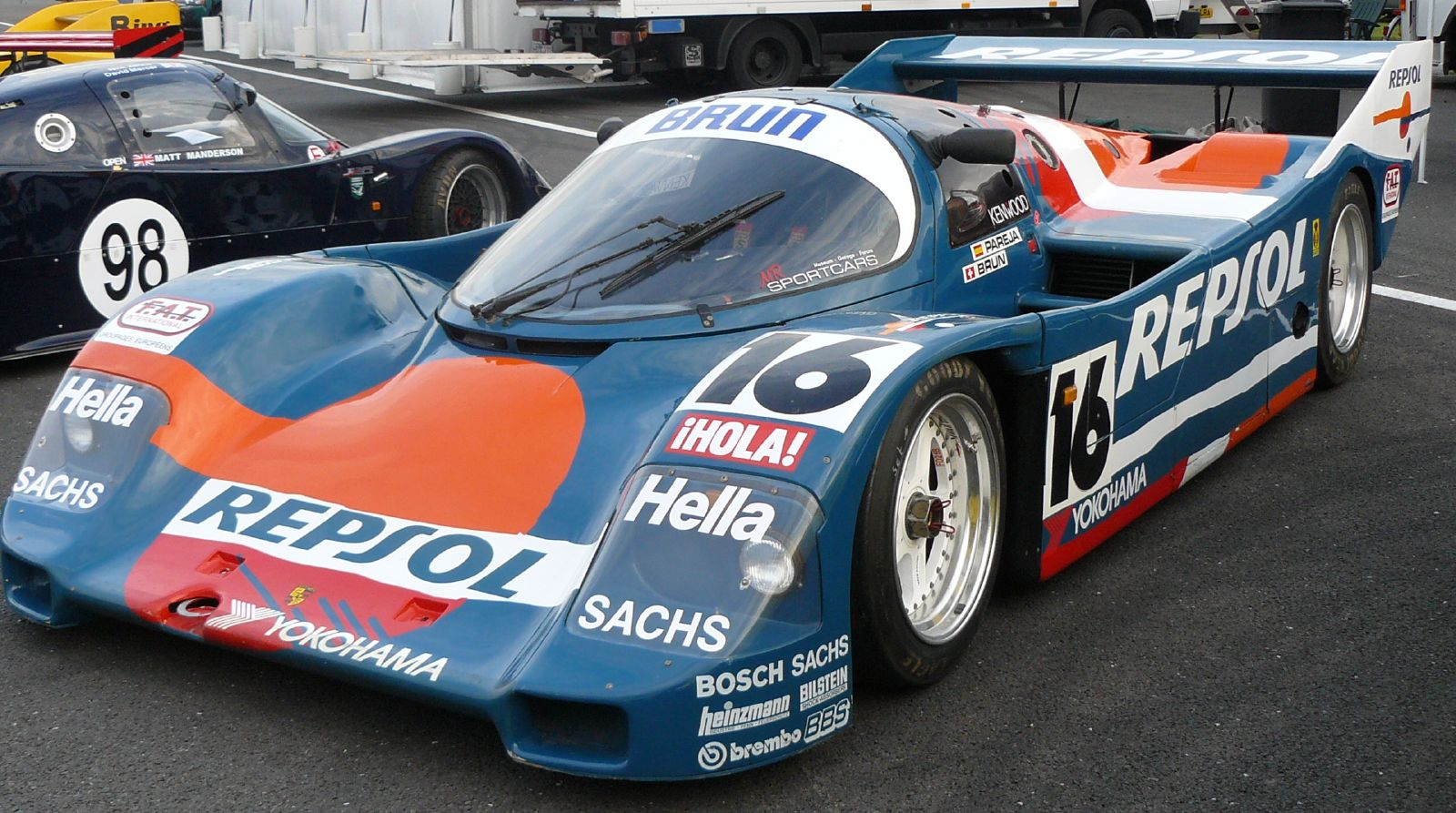
Porsche 962 Repsol-Brun de Larrauri

| Année | Ecurie                 | Châssis            | Moteur                             | Classement |
| ----- | ---------------------- | ------------------ | ---------------------------------- | ---------- |
| 1983  | Scuderia Sivama Motor  | Lancia LC1         | Lancia 1.4L Turbo I4               | abandon    |
| 1984  | Brun Motorsport        | Porsche 956        | Porsche Type-935 2.6L Turbo Flat-6 | 7e         |
| 1985  | Brun Motorsport        | Porsche 956        | Porsche Type-935 2.6L Turbo Flat-6 | abandon    |
| 1986  | Brun Motorsport        | Porsche 962C       | Porsche Type-935 2.6L Turbo Flat-6 | 2e         |
| 1987  | Brun Motorsport        | Porsche 962C       | Porsche Type-935 2.8L Turbo Flat-6 | abandon    |
| 1989  | Repsol-Brun Motorsport | Porsche 962C       | Porsche Type-935 3L Turbo Flat-6   | abandon    |
| 1990  | Repsol-Brun Motorsport | Porsche 962C       | Porsche Type-935 3L Turbo Flat-6   | abandon    |
| 1991  | Repsol-Brun Motorsport | Porsche 962C       | Porsche Type-935 3.2L Turbo Flat-6 | 10e        |
| 1994  | Ferrari Club Italia    | Ferrari 348 GTC-LM | Ferrari 3.4L V8                    | abandon    |